# Archives militaires en France
En France, les archives militaires sont constituées de documents divers, surtout conservés par le Service historique de la Défense (SHD). Elles sont notamment utiles aux généalogistes qui souhaitent retracer le passé militaire de leurs ancêtres. On retrouve également une base de données importante avec le site « Mémoire des hommes » aussi mis en place par le Ministère de la Défense.

## Le Service historique de la Défense (SHD)
À l'origine, chaque branche de l'armée possédait son propre service d'archives. Le service historique de l'armée de terre avait été fondé en 1887, le service historique de la Marine en 1919, le service historique de l'armée de l'air en 1934 et le service historique de la gendarmerie en 1996. Le SHD ne fut créé qu'en janvier 2005, son but fut de réunir toutes les archives en vue de simplifier leur conservation et leur communication au public, sous conditions.
Près de 450 km linéaires d'archives sont conservés et recouvrent une période allant du XVIIe siècle à nos jours. Le SHD est implanté sur plusieurs sites en France, le principal dans l'enceinte du château de Vincennes, regroupant 380 kilomètres linéaires et 800 000 ouvrages. On retrouve également des sites plus spécifiques : à Brest (Centre historique des archives de la Marine en Atlantique et dans le Pacifique), à Lorient (Centre historique des archives de la Marine dans l'océan Indien), à Cherbourg (Manche et mer du Nord), à Toulon (Méditerranée et océan Indien), à Châtellerault (Centre des archives de l'armement et du personnel civil), à Pau (Centre des archives du personnel militaire), à Rochefort, à Caen et au Blanc.

## Autres archives hors SHD
On peut trouver des archives concernant le service militaire aux Archives départementales dans la série R (tables de recensement, registres matricule, etc.). Le généalogiste pourra aussi s'intéresser au livret militaire d'un ancêtre ou encore à son certificat de bonne conduite. Ces documents peuvent contenir des informations sur les caractéristiques physiques, le degré d'instruction et le domicile d'un militaire.